# آتوپیا، وست پارک، فلوریدا
آتوپیا (به انگلیسی: Utopia) یک منطقهٔ مسکونی در ایالات متحده آمریکا است که در شهرستان براوارد، فلوریدا قرار دارد. آتوپیا ۰٫۸ کیلومتر مربع مساحت و ۷۱۴ نفر جمعیت دارد.